# Chemtrails over the Country Club (singolo)
Chemtrails over the Country Club è un singolo della cantante statunitense Lana Del Rey, pubblicato l'11 gennaio 2021 come secondo estratto dal settimo album in studio omonimo.

## Video musicale
Il video musicale, diretto dal duo BRTHR, è stato reso disponibile in concomitanza con l'uscita del brano.

## Tracce
Testi e musiche di Lana Del Rey e Jack Antonoff.
1. Chemtrails over the Country Club – 4:31

## Formazione
- Lana Del Rey – voce, produzione
- Daniel Heath – strumenti ad arco
- Evan Smith – corno
- Jack Antonoff – produzione, missaggio
- Laura Sisk – ingegneria del suono, missaggio
- John Rooney – assistenza all'ingegneria del suono
- John Sher – assistenza all'ingegneria del suono
- Chris Gehringer – mastering

## Classifiche
| Classifica (2021) | Posizione massima |
| ----------------- | ----------------- |
| Belgio (Fiandre)  | 55                |
| Grecia            | 10                |
| Irlanda           | 44                |
| Lituania          | 8                 |
| Portogallo        | 129               |
| Regno Unito       | 58                |
| Svizzera          | 94                |